# لری مک‌مرتری
لری مک‌مرتری (به انگلیسی: Larry Jeff McMurtry) (زادهٔ ۳ ژوئن ۱۹۳۶ – درگذشتهٔ ۲۵ مارس ۲۰۲۱) رمان‌نویس، مقاله‌نویس، فیلم‌نامه‌نویس، کتابفروش آمریکایی و برنده جایزه پولیتزر برای داستان در سال ۱۹۸۶ بود.
لری مک‌مرتری، رمان‌نویس آمریکایی که دهه‌ها در بازآفرینی اسطوره «غرب وحشی» (Far West) مشارکت داشت، روز جمعه گذشته در ۸۴ سالگی درگذشت. او هم برنده اسکار بود و هم برنده پولیتزر.
آماندا لاندبرگ، مدیر برنامه‌های ادبی مک‌مرتری با انتشار بیانیه‌ای علت مرگ این نویسنده را ایست قلبی اعلام کرد و نوشت هنگام مرگ او، همسرش، سه سگش و همچنین دیانا اوسنا همکار قدیمی این نویسنده در نوشتن کنارش حضور داشتند.
همچنین جیمز مک‌مرتری، پسر لری، که خواننده موسیقی فولک است، در این جمع حضور داشت و قرار است که جسد این نویسنده در ایالت تگزاس، زادگاهش به خاک سپرده شود.
لری مک‌مرتری نویسنده فضاهای باز در آمریکا بود و از سوی یکی از ناشرانش «فلوبر دشت‌های وسیع» توصیف شده بود.
او که سوم ژوئن ۱۹۳۶ در آرچر سیتی، در ایالت تگزاس، به دنیا آمد و نوجوانی خود را در یک مزرعه دامداری گذراند. مک‌مرتری بعداً از این فضا برای خلق بستر داستان‌هایش بهره برد.
سپس برای تحصیلات عالی خود وارد دانشگاه‌های نورث تگزاس و رایس شد. کار نوشتن را در اوایل دهه ۱۹۶۰ آغاز کرد و طی نیم قرن حیات ادبی خود، ده‌ها کتاب از جمله سی رمان، چندین کتاب مقالات، نقد ادبی، خاطره و همچنین ده‌ها فیلمنامه بر اساس داستان‌های خود یا دیگران نوشت.
اولین رمانش را در سال ۱۹۶۱ با نام «سوارکار، عبور کن» منتشر کرد که در همان زمان انتشارش با استقبال منتقدان ادبی آمریکا مواجه شد. دو سال بعد نیز فیلمی بر اساس آن با عنوان «هاد» ساخته شد.
داستان این رمان در فضای کابوی و آمریکای روستایی می‌گذرد و مک‌مرتری این مضمون را در رمان بعدی خود با عنوان «آخرین سئانس» یا «آخرین نمایش فیلم» تکرار کرد. بر اساس این رمان نیز در سال ۱۹۷۱ فیلمی با همین عنوان ساخته شد که آن نیز با استقبال مواجه شد و دو جایزه اسکار به دست آورد.
اساساً مک‌مرتری در رمان‌هایش تلاش می‌کرد احساسات طبقه خاصی از مردم آمریکا را که به آن تعلق داشت به بهترین شیوه به تصویر بکشد و بیان کند.
او بار دیگر در اوایل دهه ۱۹۸۰، با رمان «حرف‌های عاشقانه» توجه‌ها را به خود جلب کرد که داستان‌های یک مادر و دختر را روایت می‌کند. بر اساس این رمان نیز فیلمی به کارگردانی جیمز ال. بروکس در سال ۱۹۸۳ ساخته شد که جایزه اسکار بهترین فیلم بلند را از آن خود کرد.
اما رمان حجیم و ۸۰۰ صفحه‌ای «کبوتر تنها» جایگاه ویژه‌ای در میان دیگر آثار این نویسنده دارد. این رمان مسافرت «غرب» دو نظامی پیشین اهل تگزاس را روایت می‌کند که به دامداری روی آورده‌اند.
انتشار این رمان استقبال زیادی به همراه داشت و جایزه معتبر پولیتزر در سال ۱۹۸۶ را نصیب نویسنده‌اش کرد. همچنین مجموعه‌ای تلویزیونی بر اساس آن ساخته شد.
خود مک‌مرتری نیز به شخصیت‌های این رمان علاقه بسیاری داشت، به طوری که این شخصیت‌ها بعداً در چهار کتاب دیگرش نیز بار دیگر ظاهر شدند.
این نویسنده عاشق فروش کتاب و حامی کتابفروشان هم بود. در سال ۱۹۸۸، یکی از بزرگترین کتابفروشی‌های مستقل در آمریکا را در شهر کوچک آرچر سیتی در تگزاس که در آن به دنیا آمده بود، افتتاح کرد. او همچنین به کتاب‌های قدیمی و کم‌یاب علاقه ویژه داشت.
مک‌مرتری در فاصله سال‌های ۱۹۸۹ تا ۱۹۹۱ ریاست انجمن قلم آمریکا را برعهده داشت و در این مقام مدافع سرسخت آزادی بیان بود.
سال‌هایی که او رئیس انجمن قلم آمریکا بود فتوای قتل سلمان رشدی، نویسنده بریتانیایی از سوی روح‌الله خمینی صادر شد و مک‌مرتری شدیداً با این حکم مخالفت کرد.
از سال ۱۹۹۲ کار مشترک نوشتن فیلمنامه با دیانا اوسانا را آغاز کرد. این همکاری مشترک در نوشتن فیلمنامه «کوهستان بروکبک» به بار نشست و جوایز متعدد از جمله جایزه اسکار بهترین فیلمنامه را در سال ۲۰۰۶ برای این دو به ارمغان آورد.
مک‌مرتری و اوسنا این فیلمنامه را بر اساس داستانی از انی پرو، نویسنده آمریکایی نوشته بودند که او نیز برنده جایزه پولیتزر شده‌است.
داستان این فیلم، داستان عشق همجنس‌گرایانه دو کابوی را روایت می‌کند. موضوع جذاب این فیلم موجب استقبال زیاد مردم از آن شد و فیلم به فروشی فوق‌العاده دست یافت.
فیلم «کوهستان بروکبک» بیشترین تعداد نامزدی را (هشت مورد) در هفتاد و هشتمین جوایز اسکار را به دست آورد و در نهایت توانست سه جایزه را از آن خود کند.
مک‌مرتری در جریان دریافت جایزه اسکار خود بار دیگر از کتابفروشان حمایت کرده و گفت: «به یاد داشته باشید که «کوهستان بروکبک» پیش از آنکه فیلم باشد کتاب است. از کوچک‌ترین کتابفروشی‌ها تا اصلی‌ترین و بزرگ‌ترین کتابفروشی‌های جهان، همگی در بقای فرهنگ کتاب همکاری می‌کنند، فرهنگی شگفت‌آور که نباید آن را از دست بدهیم.»
مک‌مرتری از اوایل دهه ۲۰۰۰ به نوشتن داستان‌های پلیسی و وسترن علاقه پیدا کرد و مجموعه‌ای را در این زمینه آغاز کرد.
در سال ۲۰۱۵، باراک اوباما، رئیس‌جمهور وقت آمریکا مدال ملی علوم انسانی را به مک‌مرتری اهدا کرد.
لری مک‌مرتری در کل نویسنده‌ای پرکار محسوب می‌شد. او روزانه به‌طور میانگین پنج صفحه و سالانه حدود ۱۸۰۰ صفحه می‌نوشت. این نوشتن مدام و گاهی بهره گرفتن از تعدادی شخصیت خاص، موجب شده بود که با این شخصیت‌ها همراه شود و با آنان پیر شود.
برخی از منتقدان این نویسنده را راوی «زنان قوی و مردان افسرده» توصیف کرده‌اند. او خود یک دوره از زندگی‌اش را در افسردگی سپری کرد.
او در یکی از کتاب‌های مجموعه «دوان مور» که در سال ۱۹۹۹ با عنوان «دوان افسرده‌است»، افسردگی یکی از شخصیت‌های محبوبش و شاید خودش را شرح داده‌است: مردی در ۶۲ سالگی همه شغل‌های خود را رها می‌کند و دوست دارد پیش از آن که خیلی دور شود، سال‌های رفته را جبران کند.
مک‌مرتری در جلدی بعدی این مجموعه (When The Light Goes) که سال ۲۰۰۷ منتشر شد و از عمر قهرمانش نیز چند سالی گذشته بود، به عشق بازگشت.
رمان همچنان در یک فضای مه‌آلود و ناامیدانه می‌گذرد و باد آخرین آرزوهای قهرمان داستان را می‌لرزاند. اما همچنان عشق وجود دارد و تا عشق هست، امید هم هست

## کتابشناسی
- کبوتر تنها (۱۹۸۵ رمان)